# Kumbo
Kumbo, anche nota come Kimbo, è la seconda città della Regione del Nordovest, ed è la capitale del dipartimento di Bui, in Camerun.
La città, che dista 110 chilometri da Bamenda, il capoluogo della regione, si eleva sopra i 1.700 metri.
Kumbo è famosa per la corsa di cavalli che si corre nello stadio di Tobin, per la medicina tradizionale che ancora vi si pratica, e per il palazzo dei Fon.

## Monumenti e luoghi d'interesse

### Il palazzo dei Fon
Sede del sovrano del popolo NSO, il palazzo rappresenta centro sociale e culturale di Kumbo. Il palazzo è composto da diversi edifici tradizionali decorati con sculture in legno, che si svilupparono attorno a due cortili, dove il Fon riceve il popolo o i consiglieri.

### The Mus'art Gallery
Il museo, fondato nel 1966 in memoria dell'artista camerunese Daniel Kanjo Musa e del suo figlio maggiore John, ne conserva le sculture lignee, cui nel corso degli anni si sono aggiunte altre opere, che preservano la culturale locale.

### La cattedrale
Costruita negli anni '50, la cattedrale che si trova in cima alla cima 'Quadrata', è interamente costruita in pietra. Dal 1983 è sede vescovile; il vescovo attuale, George Nkuo, è stato ordinato l'8 luglio del 2006.